# Helena Sacadura Cabral
Helena Aires Trindade de Sacadura Cabral (Lisboa, São Jorge de Arroios, 7 de Dezembro de 1934) é uma economista, professora, jornalista e escritora portuguesa.

## Biografia
Filha de Zeferino de Sacadura Freire Cabral (Guarda, Sé, 14/15 de Novembro de 1894/5), licenciado em Direito pela Faculdade de Direito da Universidade de Coimbra, advogado, e de sua mulher (casados a 21 de Abril de 1928) Ivone Marinho Aires da Silva Trindade (Beja, Santa Maria da Feira, 11 de Maio de 1910), é irmã do diplomata Sérgio de Sacadura Cabral e sobrinha do comandante e aviador Artur de Sacadura Freire Cabral, do lado paterno.
Recebeu uma educação tradicionalista e prosseguiu estudos universitários, contra a vontade do seu pai. Licenciada em Economia pelo Instituto Superior de Ciências Económicas e Financeiras da Universidade Técnica de Lisboa, foi a melhor aluna do seu curso e, anos depois seria a primeira mulher portuguesa a ser admitida nos quadros técnicos do Banco de Portugal. Foi técnica superior do Instituto Nacional de Aviação Civil.
Teve uma intensa colaboração em jornais (Diário de Notícias, por exemplo) e revistas, bem como colaboradora de programas radiofónicos e televisivos. Actualmente é autora de uma crónica semanal na SIC. Publicou 20 livros de que se destacam "O que aprendi com a minha Mãe" (2014), "O amor é difícil", em (2013), "Os nove Magníficos", em (2012), Coisas que sei... ou julgo saber, em 2010, As nove magníficas, em 2008, Porque é que as mulheres gostam dos homens, em 2007, Bocados de nós, em 2006, e Um certo sorriso, em 2005,
É divorciada de Nuno Portas, arquitecto, com quem casou em Fátima, no Santuário de Fátima, a 9 de Julho de 1957, de quem se separou em 1968, pai dos seus filhos, os políticos Miguel e Paulo Portas.

## Obra
- Perdidos de Amor (2022);
- Amores Imperfeitos (2021);
- O Abc da Vida (2020);
- Memórias de uma vida consentida (2016);
- E Nada o Vento levou (2014);
- Bocados de Nós (2014);
- Caminhos do Coração (2014);
- O que aprendi com a minha mãe (2014);
- Vida e Alma (2013);
- O amor é difícil (2013);
- Nós de amor
- O tempo e os afectos (2012);
- Aquilo em que eu acredito (2012);
- Os nove magníficos: homens que exerceram o poder (2012)
- Coma comigo: fácil, bom & barato (2011);
- Caminhos do coração (2011);
- Receituário: o prazer de cozinhar (2010);
- Mulheres que amaram demais;
- Um certo sorriso;
- Coisas que eu sei... ou julgo saber;
- As nove magníficas - o fascínio do poder;
- Dieta (à minha maneira) (2004)
- Gosto de gostar